# 九棵树（上海）未来艺术中心
九棵树（上海）未来艺术中心是位於中華人民共和國上海市奉賢區奉贤新城的一個藝術中心，它地處一個生态林地内，佔地面积12万平方米，地上4层，地下1层，共有5个剧场，其中室內3個，室外2個。其中室內劇場分為1200座的主剧场、500座的多功能剧场和300座的雨滴剧场。九棵树未来艺术中心於2019年10月25日開幕。